# Steinkreuz (Krickelsdorf)

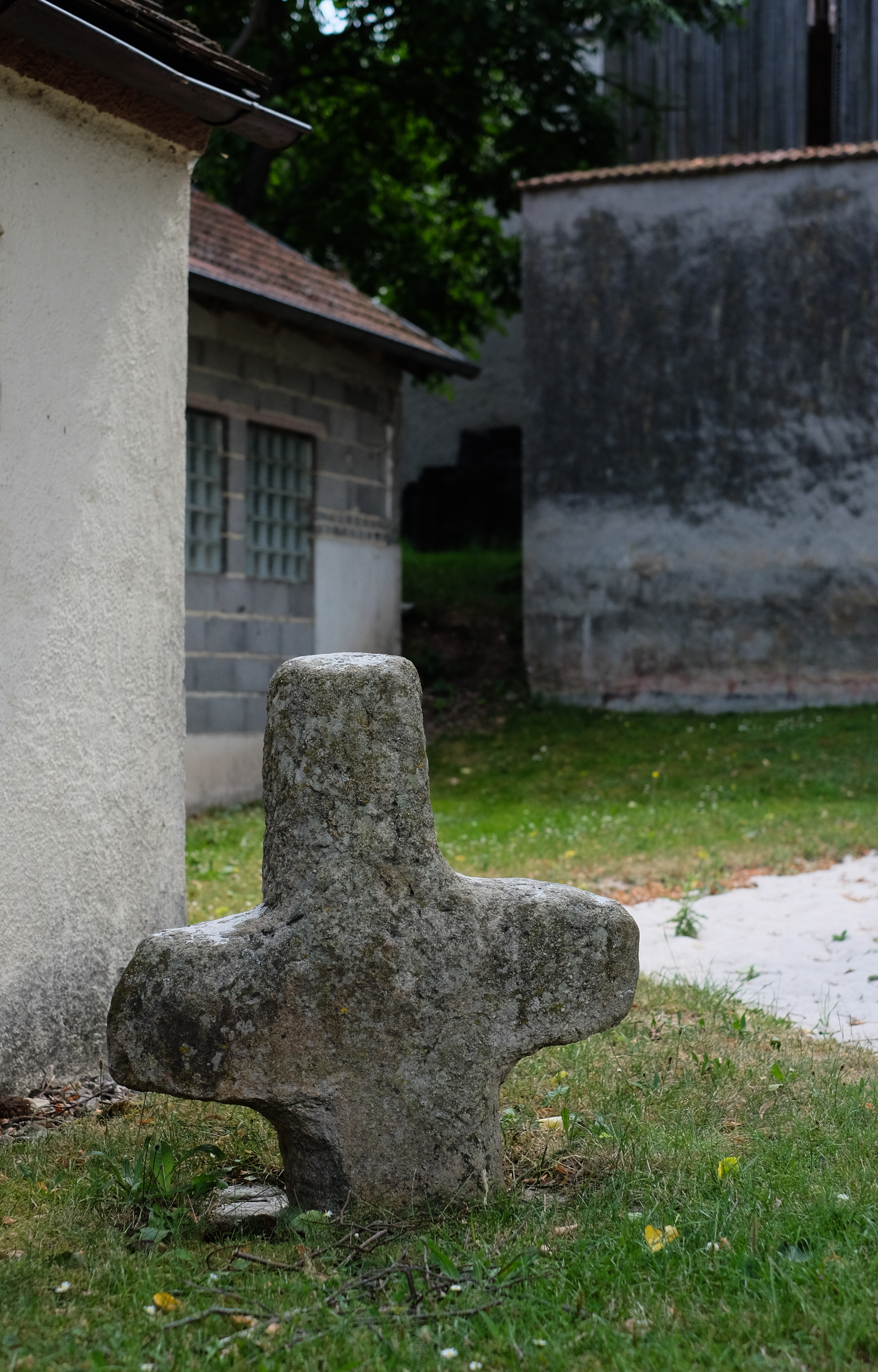
Steinkreuz Krickelsdorf

Das Steinkreuz von Krickelsdorf befindet sich in der Ortsmitte nahe einem Spielplatz.
Das Kreuz ist aus einem Kreidequarzitblock errichtet. Das Kreuz misst 83 cm in den Breite und 90 cm in der Höhe. Der knollenartige, unbearbeitete Fuß des Kreuzes steckt einen halben Meter in der Erde. Der Form nach handelt es sich um ein griechisches Kreuz. 
Ursprünglich stand das Kreuz 200 m weiter nördlich am Weg nach Großschönbrunn. Im Dreißigjährigen Krieg sollen dort schwedische Soldaten begraben worden sein, deshalb wird das Kreuz auch Schwedenkreuz genannt. Über den Grund seiner Errichtung ist nichts bekannt, man kann aber davon  ausgehen, dass es sich um ein spätmittelalterliches Sühnekreuz, etwa für einen Totschlag handelt, mit dessen Errichtung eine Einigung zwischen den betroffenen Parteien ausgehandelt wurde. Diese Art des rechtsgeschichtlichen Handelns wurde durch die 1532 erlassene Halsgerichtsordnung von Kaiser Karl V. beendet, mit der die Zuständigkeit für einen Totschlag in die Zuständigkeit eines Gerichts verlegt wurde und diese Art der privat ausgeübten Sühne die Rechtsgrundlage entzog.